# Razi
Razi ili izvorno Abu Bakr Muhamed ibn Zakarija al-Razi (Raj, Iran, oko 865. - Raj, oko 925.) je bio perzijski liječnik koji je djelovao u bolnicama u Raju i Bagdadu.

## Životopis
Rodio se u gradu Raju, nedaleko današnjeg Teherana. Stekao je široko obrazovanje u brojnim znanostima, a bavio se i pjesništvom i glazbom. Oko 895. godine, posjetio je Bagdad i posvetio se medicini. Medicina ga je približila alkemiji pa se, osim liječenja i njege bolesnika, bavio alkemijom, pišući knjige o njoj. Međutim, pri proučavanju alkemije, odbacio je mistiku i okultizam, rukovodeći se opažanjem i činjenicama, pri čemu je dao znatan doprinos kemiji.
Stekavši veliki ugled kao liječnik, mnogo je vremena proveo putujući i pružajući ljudima svoje medicinske usluge.

## Djela
Među najplodnijim je perzijskim piscima i najvećim liječnicima; napisao je oko 150 medicinskih, alkemijskih i filozofskih djela.  Najvažnije od tih djela je Kitab al-havi, golema medicinska enciklopedija sastavljana na osnovi ulomaka iz 226 djela raznih grčkih i arapskih medicinskih autora, ali u kojoj se nalaze i vlastita opažanja. Mnogo je poznatija pod latinskim imenom Continens, a bila je jedan od najvažnijih udžbenika na europskim medicinskim fakultetima.
Drugo njegovo veće djelo, Kitab al-Mansuri, kompendij je cjelokupne medicine u 10 knjiga.
Napisao je i dvije alkemijske knjige:
- "Knjiga tajni" (Kitab al-asrar), koja je prevedena na Zapadu u 12. stoljeću kao Liber Ebu Baccher er Rasi.
- "Knjiga tajne nad tajnama" (Kitab sir al-asrar).

Razi je prvi priredio sumpornu kiselinu, a u fizici je hidrostatičkom vagom ispitivao specifične težine.